# East Lynne (film 1915)
East Lynne è un cortometraggio muto del 1915 diretto da Travers Vale

## Produzione
Il film fu prodotto dalla Biograph Company.

## Distribuzione
Distribuito dalla General Film Company, il film - un cortometraggio in tre bobine - uscì nelle sale statunitensi il 18 agosto 1915.